# Flower's Cove
Flower's Cove es un pueblo canadiense situado en la provincia de Terranova y Labrador.

## Superficie
Flower's Cove tiene una superficie de 6,77 km².

## Demografía
En 2021, tenía 272 habitantes, una densidad poblacional de 40,2 hab./km², y 144 viviendas.